# 长吨
长吨（Long ton），也被称为英制吨或位移吨，在英制常衡系统或英制测量系统中，長噸是一種質量單位。一长吨正好是2,240磅。它于13世纪被标准化。在英国和其他一些英联邦国家，它与1799年定义的質量單位公噸一起使用，長噸在美国也用于大宗商品的質量。 